# Union régionale des professionnels de santé
En France, les Unions régionales des professionnels de santé (URPS) représentent les professionnels de santé libéraux en fonction de leur secteur d'activités. 

## Historique
Les URPS ont été créées par la Loi portant réforme de l'hôpital et relative aux patients, à la santé et aux territoires (HPST) du 21 juillet 2009 et ont le statut d'Association loi de 1901.
Depuis, la loi no 2015-29 du 16 janvier 2015 relative à la délimitation des régions, aux élections régionales et départementales a modifié le périmètre de plusieurs régions françaises, par fusion de régions antérieures, à partir du 1er janvier 2016.

## Professions
Il existe une URPS par région pour les professions de la santé suivantes :

### Professions médicales
- Médecins libéraux (ex URML),
- Chirurgiens dentistes,
- Pharmaciens,
- Sages femmes,

### Professions paramédicales
- Infirmiers libéraux,
- Masseurs kinésithérapeutes,
- Pédicures podologues,
- Orthoptistes,
- Orthophonistes,
- Biologistes.